# Alpes Graiae

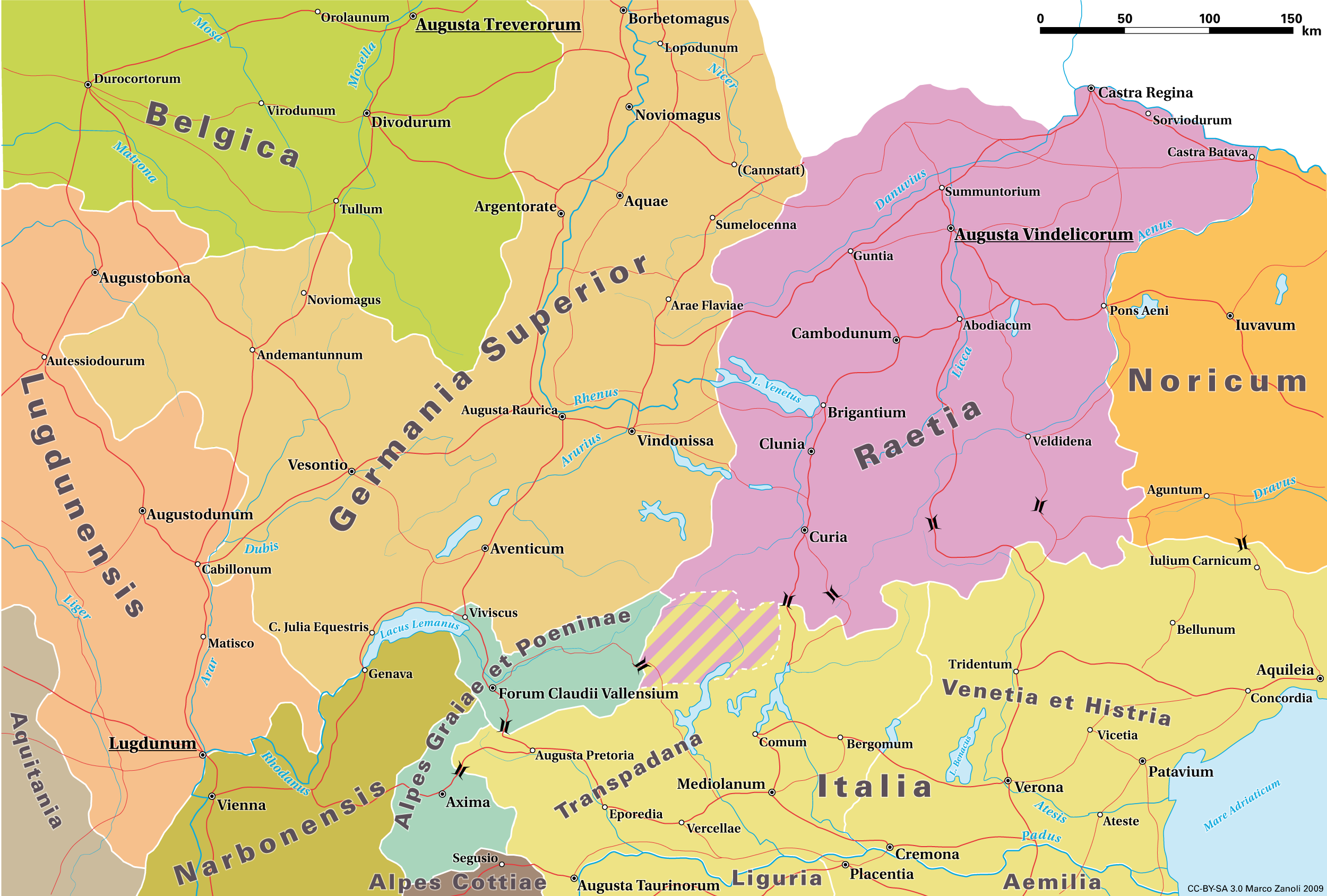
Die römischen Provinzen im Alpenraum in der Kaiserzeit ca. 150 n. Chr.

Alpes Graiae war die Bezeichnung einer römischen Provinz. Sie war nach dem Kleinen Sankt Bernhard benannt, den die Römer Alpis Graia nannten. Das Gebiet um den Kleinen Sankt Bernhard heißt auch heute noch Alpes Grées (Grajische Alpen). Das Zentrum der Provinz war Axima auf Latein auch Forum Claudii Ceutronum, das heutige Aime-en-Tarentaise. Der wichtigste keltische Stamm der Gegend waren die Ceutronen.

## Geschichte
Das Gebiet wurde 15 v. Chr. im Alpenfeldzug von Römischen Legionen erobert. Alpes Graiae wurde durch Kaiser Claudius kaiserliche Provinz unter einem Prokurator, und oft zusammen mit Alpes Poeninae, dem heutigen Wallis (der Große Sankt Bernhard wurde damals Alpis Poeninae, das Tal nördlich davon Vallis Poeninae genannt) verwaltet. Ab dem Ende des 2. Jahrhunderts bis zum Ende des 3. Jahrhunderts wurde die Provinz dann als Alpes Atrectionae (nach einem Bergzug im Süden der Provinz) bezeichnet. Die Provinz umfasste im Wesentlichen den östlichen Teil des heutigen franz. Departements Savoie. Ihr wesentliche Aufgabe war der Schutz der Straßen von Eporedia (Ivrea) über den Kleinen Sankt Bernhard ins Tal der Isère. Unter Diokletian wurde die Provinz Alpes Poeninae et Graiae der Präfektur Gallien unterstellt. 454 endete nach dem Tod des Flavius Aëtius die römische Herrschaft in Gallien. Die Provinz wurde dem Königreich Burgund eingegliedert. 